# 吉州区
吉州区（きっしゅう-く）は中華人民共和国江西省吉安市に位置する市轄区。

## 行政区画
- 街道:古南街道、永叔街道、文山街道、習渓橋街道、北門街道、白塘街道、禾埠街道
- 鎮:興橋鎮、樟山鎮、長塘鎮、曲瀬鎮

## 交通

### 鉄道
- 中国国家鉄路集団
  - 昌贛旅客専用線
    - 吉安西駅

### 道路
- 高速道路
  - 大広高速道路
  - S46 撫吉高速道路
  - 樟吉高速道路